# Discographie d'Iggy Pop
Ceci est la discographie solo du chanteur de rock américain Iggy Pop. Il a enregistré entre 1977 et 2021, dix-huit albums studios, cinq albums en public, huit compilations et cinquante et un singles.

## Présentation
Iggy Pop commença sa carrière musicale à la fin des années soixante au sein du groupe de Protopunk, The Stooges. Après trois albums studio, le groupe se sépara en 1974. David Bowie le prit sous son aile et il faudra attendre 1977 et l'album The Idiot pour retrouver une trace discographique d'Iggy Pop. Le rock enragé des Stooges n'est plus d'actualité, Iggy se lance dans un rock New wave toujours épaulé par Bowie. En novembre 1977, sort un album intitulé Kill City qu'Iggy a enregistré en 1975 avec James Williamson après la séparation des Stooges.
À partir de l'album Instinct il reviendra au rock dur souvent proche du heavy metal jusqu'en 2003 (à l'exception de l'album Avenue B).
À partir de 2007, Iggy alternera avec des albums rock enregistrés avec les Stooges et ses propres albums solo plutôt dans un genre jazzy avec des titres chantés en français. En 2016, sortira Post Pop Depression, un album rock enregistré avec Josh Homme (Kyuss, Queens of the Stone Age...) qui aura un très grand succès mondial se classant à la 17e place au Billboard 200 aux États-Unis et à la 5e place des charts britanniques.
Tout au long de sa carrière, Iggy Pop collaborera avec de nombreux artistes venant souvent de mondes musicaux différents.

## Albums studios

### AvecThe Stooges
| Album                                                                                                | Charts | Charts | Charts  | Charts  | Charts | Charts | Charts | Charts | Charts | Charts | Charts | Charts |
| Album                                                                                                | USA    | ALL    | BEL (W) | BEL (V) | FRA    | Italie | N-Z    | P-B    | SWE    | SUI    | UK     |        |
| --- | ------ | ------ | ------- | ------- | ------ | ------ | ------ | ------ | ------ | ------ | ------ | ------ |
| The Stooges - Sortie: 5 août 1969 - Label: Elektra - Certification: Argent                           | 106    | —      | —       | —       | —      | —      | —      | —      | —      | —      | —      |        |
| Fun House - Sortie: 7 juillet 1970 - Label: Elektra                                                  | —      | —      | —       | —       | 167    | —      | —      | —      | —      | —      | —      |        |
| Raw Power - Sortie: 7 février 1973 - Label: Columbia - Certification: Or                             | 182    | —      | —       | —       | 138    | —      | 20     | —      | —      | —      | 44     |        |
| The Weirdness - Sortie: 5 mars 2007 - Label: Virgin                                                  | 130    | 65     | 78      | 89      | 53     | 81     | —      | 37     | 35     | —      | 81     |        |
| Ready to Die - Sortie: 30 avril 2013 - Label: Fat Possum Records                                     | —      | 62     | 57      | 100     | 36     | —      | —      | —      | 49     | 50     | 77     |        |
| "—" indique que l'album n'entra pas dans les classements musicaux de ces pays ou n'y fut pas publié. |        |        |         |         |        |        |        |        |        |        |        |        |

### En solo
| Album                                                                                                | Charts | Charts | Charts | Charts | Charts  | Charts  | Charts | Charts | Charts | Charts | Charts | Charts | Charts | Charts | Charts | Charts | Charts |
| Album                                                                                                | USA    | ALL    | AUS    | AUT    | BEL (W) | BEL (V) | CAN    | ESP    | FIN    | FRA    | ITA    | NOR    | N-Z    | P-B    | SWE    | SUI    | UK     |
| --- | ------ | ------ | ------ | ------ | ------- | ------- | ------ | ------ | ------ | ------ | ------ | ------ | ------ | ------ | ------ | ------ | ------ |
| The Idiot - Sortie: 18 mars 1977 - Label: RCA Records                                                | 72     | —      | —      | —      | —       | —       | —      | —      | —      | —      | —      | —      | —      | —      | —      | —      | 30     |
| Lust for Life - Sortie:9 septembre 1977 - Label: RCA - Certification: Or                             | 120    | —      | —      | —      | —       | —       | —      | —      | —      | —      | —      | —      | —      | 8      | —      | —      | 28     |
| Kill City (avec James Williamson) - Sortie: Novembre 1977 - Label: Bomp! / Radar                     | —      | —      | —      | —      | —       | —       | —      | —      | —      | —      | —      | —      | —      | —      | —      | —      | —      |
| New Values - Sortie:avril 1979 - Label: Arista                                                       | 180    | —      | —      | —      | —       | —       | —      | —      | —      | —      | —      | —      | 18     | —      | 37     | —      | 60     |
| Soldier - Sortie:février 1980 - Label: Arista                                                        | 125    | —      | —      | —      | —       | —       | —      | —      | —      | —      | —      | 36     | 20     | —      | 27     | —      | 62     |
| Party - Sortie:juin 1981 - Label: Arista                                                             | 166    | —      | —      | —      | —       | —       | —      | —      | —      | —      | —      | —      | —      | —      | —      | —      | —      |
| Zombie Birdhouse - Sortie:septembre 1982 - Label: Animal Records                                     | —      | —      | —      | —      | —       | —       | —      | —      | —      | —      | —      | —      | —      | —      | —      | —      | —      |
| Blah Blah Blah - Sortie:23 octobre 1986 - Label: A&M - Certification: Or                             | 75     | 51     | —      | —      | —       | —       | 61     | —      | —      | —      | —      | —      | 19     | 52     | 3      | 17     | 43     |
| Instinct - Sortie:20 juin 1988 - Label: A&M                                                          | 110    | 54     | —      | —      | —       | —       | 34     | —      | —      | —      | —      | —      | 28     | —      | 20     | 28     | 61     |
| Brick by Brick - Sortie:juin 1990 - Label: Virgin Records                                            | 90     | 34     | —      | —      | —       | —       | 83     | —      | —      | —      | —      | 19     | —      | 43     | 13     | 35     | 50     |
| American Caesar - Sortie: septembre 1993 - Label: Virgin                                             | —      | 64     | 29     | 35     | —       | —       | —      | —      | —      | —      | —      | —      | 39     | 81     | 2      | 35     | 43     |
| Naughty Little Doggie - Sortie: 5 mars 1996 - Label: Virgin                                          | —      | 51     | —      | 33     | 19      | —       | 46     | —      | 32     | —      | —      | —      | —      | —      | 35     | 42     | 77     |
| Avenue B - Sortie: 20 septembre 1999 - Label: Virgin                                                 | —      | 27     | —      | —      | —       | —       | —      | —      | —      | 22     | —      | —      | —      | —      | —      | —      | —      |
| Beat 'Em Up - Sortie: 18 juin 2001 - Label: Virgin                                                   | —      | 70     | —      | 71     | —       | —       | —      | —      | —      | 23     | —      | —      | —      | —      | —      | 96     | —      |
| Skull Ring - Sortie: 4 novembre 2003 - Label: Virgin                                                 | —      | —      | —      | —      | —       | —       | —      | —      | —      | 34     | —      | —      | —      | —      | —      | —      | —      |
| Préliminaires - Sortie: 25 mai 2009 - Label: Virgin / EMI                                            | 187    | —      | —      | —      | 39      | 76      | —      | —      | —      | 19     | 71     | —      | —      | —      | 44     | 48     | —      |
| Après - Sortie: 9 mai 2012 - Label: Thousand Mile Inc.                                               | —      | —      | —      | —      | 79      | 124     | —      | —      | —      | 5      | —      | —      | —      | —      | —      | —      | —      |
| Post Pop Depression - Sortie: 18 mars 2016 - Label: Loma Vista / Caroline Records                    | 17     | 9      | 7      | 5      | 5       | 6       | 16     | 23     | 3      | 4      | 18     | 10     | 11     | 5      | 13     | 3      | 5      |
| Free - Sortie: 6 septembre 2019 - Label: Loma Vista / Caroline Records                               | —      | 13     | —      | 20     | 7       | 10      | —      | 31     | 41     | 18     | 42     | —      | —      | 47     | —      | 10     | 26     |
| "—" indique que l'album n'entra pas dans les classements musicaux de ces pays ou n'y fut pas publié. |        |        |        |        |         |         |        |        |        |        |        |        |        |        |        |        |        |

## Albums Live

### Avec The Stooges
| Album                                                                     |
| Metallic K.O. - Sortie: 1976 - Label: Skydog                              |
| Live at the Whiskey a Go-Go - Sortie: 1988 - Label: Revenge Records       |
| Open Up and Bleed - Sortie: 1995 - Label: Bomp! Records                   |
| California Bleeding - Sortie: 1997 - Label: Bomp! Records                 |
| Telluric Chaos - Sortie: 3 mai 2005 - Label: Skydog                       |
| Have Some Fun: Live at Ungano's - Sortie: 15 novembre 2010 - Label: Rhino |

### En solo
| TV Eye Live 1977 - Sortie: mai 1978 - Label: RCA                                                                       | —   |
| Live at the Channel Boston M.A. 1988 - Sortie: 1990 - Label: Revenge Records                                           | —   |
| Live Hippodrome - Paris 77 - Sortie: 1990 - Label:Revenge Records                                                      | —   |
| Live Ritz N.Y.C. 86 - Sortie: 1992 - Label: Revenge Records                                                            | —   |
| Post Pop Depression: Live at the Royal Albert Hall - Sortie: 28 octobre 2016 - Label: Eagle Records - Format: CD + DVD | 157 |
| "—" indique que l'album n'entra pas dans les classements musicaux de ce pays ou n'y fut pas publié.                    |     |

## Compilations
| Album                                                                                                | Charts | Charts  | Charts  | Charts | Charts |
| Album                                                                                                | ALL    | BEL (W) | BEL (V) | SUI    | UK     |
| --- | ------ | ------- | ------- | ------ | ------ |
| Choice Cuts - Sortie: 1984 - Label: RCA Records                                                      | —      | —       | —       | —      | —      |
| Pop Songs - Sortie: 1991 - Label: Arista                                                             | —      | —       | —       | —      | —      |
| Pop Music - Sortie: 1996 - Label: BMG / RCA Camden                                                   | —      | —       | —       | —      | —      |
| Nude & Rude: The Best of Iggy Pop - Sortie: 29 octobre 1996 - Label: Virgin - Certification: Argent  | —      | —       | —       | —      | 99     |
| Iggy Pop - Sortie: 1998 - Label: A&M                                                                 | —      | —       | —       | —      | —      |
| A Million in Prizes: The Anthology - Sortie: 19 juillet 2005 - Label: Virgin                         | —      | 50      | 21      | 51     | —      |
| Essential - Sortie: 2011 - Label: EMI                                                                | —      | —       | —       | —      | —      |
| The Bowie Years - Sortie: 2020 - Label:UMC - Coffret: 7 CD                                           | 87     | 150     | —       | —      | —      |
| "—" indique que l'album n'entra pas dans les classements musicaux de ces pays ou n'y fut pas publié. |        |         |         |        |        |

## Singles

### Singles années 1970
| 1977                                                                                                   | Sister Midnight                                 | — | — | —  | — | The Idiot        |
| 1977                                                                                                   | China Girl                                      | — | — | —  | — | The Idiot        |
| 1977                                                                                                   | The Passenger / Success - Platine - Or          | — | — | —  | — | Lust for Life    |
| 1977                                                                                                   | Lust for Life - Argent                          | — | 6 | 28 | 4 | Lust for Life    |
| 1978                                                                                                   | Some Weird Sins - Sorti aux Pays-Bas uniquement | — | — | —  | — | Lust for Life    |
| 1978                                                                                                   | Consolation Prizes (avec James Williamson)      | — | — | —  | — | Kill City        |
| 1978                                                                                                   | Kill City (avec James Williamson)               | — | — | —  |   | Kill City        |
| 1978                                                                                                   | I Got a Right                                   | — | — | —  | — | TV Eye Live 1977 |
| 1979                                                                                                   | I'm Bored                                       | — | — | —  | — | New Values       |
| 1979                                                                                                   | Five Foot One                                   | — | — | —  | — | New Values       |
| "—" indique que le single n'entra pas dans les classements musicaux de ces pays ou n'y fut pas publié. |                                                 |   |   |    |   |                  |

### Singles années 1980
| Année                                                                                                  | Single                                        | Classement | Classement | Classement | Classement | Classement | Classement | Classement | Classement | De l'album       |
| Année                                                                                                  | Single                                        | US Main.   | US Dance   | ALL        | BEL (V)    | CAN        | N-Z        | P-B        | UK         | De l'album       |
| --- | --------------------------------------------- | ---------- | ---------- | ---------- | ---------- | ---------- | ---------- | ---------- | ---------- | ---------------- |
| 1980                                                                                                   | Loco Mosquito                                 | —          | —          | —          | —          | —          | —          | —          | —          | Soldier          |
| 1980                                                                                                   | Knocking 'em Down (In the City)               | —          | —          | —          | —          | —          | —          | —          | —          | Soldier          |
| 1981                                                                                                   | Bang Bang                                     | —          | 35         | —          | —          | —          | —          | —          | —          | Party            |
| 1981                                                                                                   | Pumpin' for Jill                              | —          | —          | —          | —          | —          | —          | —          | —          | Party            |
| 1982                                                                                                   | Lust for Life - Sorti en Allemagne uniquement | —          | —          | —          | —          | —          | —          | —          | —          | non-album single |
| 1982                                                                                                   | Run Like a Villain                            | —          | —          | —          | —          | —          | —          | —          | —          | Zombie Birdhouse |
| 1986                                                                                                   | Fire Girl                                     | —          | —          | —          | —          | —          | —          | —          | —          | Blah Blah Blah   |
| 1986                                                                                                   | Cry for Love                                  | 34         | 19         | —          | —          | —          | —          | —          | —          | Blah Blah Blah   |
| 1986                                                                                                   | Isolation                                     | —          | —          | —          | —          | —          | —          | —          | —          | Blah Blah Blah   |
| 1986                                                                                                   | Real Wild Child (Wild One)                    | 27         | —          | 28         | 36         | 65         | 1          | 31         | 10         | Blah Blah Blah   |
| 1986                                                                                                   | Shades                                        | —          | —          | —          | —          | —          | —          | —          | 87         | Blah Blah Blah   |
| 1987                                                                                                   | I Got a Right - Sorti en France uniquement    | —          | —          | —          | —          | —          | —          | —          | —          | non-album single |
| 1988                                                                                                   | Cold Metal                                    | 37         | —          | —          | —          | —          | —          | —          | —          | Instinct         |
| 1988                                                                                                   | High On You                                   | —          | —          | —          | —          | —          | —          | —          | —          | Instinct         |
| 1988                                                                                                   | Easy Rider                                    | —          | —          | —          | —          | —          | —          | —          | —          | Instinct         |
| "—" indique que le single n'entra pas dans les classements musicaux de ces pays ou n'y fut pas publié. |                                               |            |            |            |            |            |            |            |            |                  |

### Singles années 1990
| Année                                                                                                  | Single                                      | Classement | Classement | Classement | Classement | Classement | Classement | Classement | Classement | Classement | Classement | De l'album                                        |
| Année                                                                                                  | Single                                      | US Hot 100 | US Main.   | US alt.    | AUS        | BEL (V)    | CAN        | FRA        | N-Z        | P-B        | UK         | De l'album                                        |
| --- | ------------------------------------------- | ---------- | ---------- | ---------- | ---------- | ---------- | ---------- | ---------- | ---------- | ---------- | ---------- | ------------------------------------------------- |
| 1990                                                                                                   | Living On the Edge of the Night             | —          | —          | 16         | —          | —          | —          | —          | —          | 47         | 51         | Brick by Brick                                    |
| 1990                                                                                                   | Home                                        | —          | 46         | 2          | —          | —          | —          | —          | —          | —          | 84         | Brick by Brick                                    |
| 1990                                                                                                   | Candy (avec Kate Pierson)                   | 28         | 30         | 5          | 9          | 10         | —          | —          | 39         | 7          | 67         | Brick by Brick                                    |
| 1990                                                                                                   | The Passenger - Sorti en France uniquement  | —          | —          | —          | —          | —          | —          | —          | —          | —          | —          | Hippodrome - Paris 77                             |
| 1991                                                                                                   | The Undefeated                              | —          | —          | —          | —          | —          | —          | —          | —          | —          | —          | Brick by Brick                                    |
| 1992                                                                                                   | Some Weird Sin - Sorti en France uniquement | —          | —          | —          | —          | —          | —          | —          | —          | —          | —          | N.Y.C. Live Ritz 86                               |
| 1993                                                                                                   | In the Death Car                            | —          | —          | —          | —          | —          | —          | 2          | —          | —          | —          | Bande son du film Arizona Dream                   |
| 1993                                                                                                   | Wild America                                | —          | —          | 25         | —          | 39         | —          | —          | —          | —          | 63         | American Caesar                                   |
| 1993                                                                                                   | Louie Louie                                 | —          | —          | —          | —          | —          | —          | —          | —          | —          | —          | American Caesar                                   |
| 1993                                                                                                   | Beside You                                  | —          | —          | —          | —          | —          | —          | —          | —          | —          | 47         | American Caesar                                   |
| 1995                                                                                                   | Family Affair - Sorti en France uniquement  | —          | —          | —          | —          | —          | —          | —          | —          | —          | —          | non-album single                                  |
| 1996                                                                                                   | Heart Is Saved                              | —          | —          | —          | —          | —          | —          | —          | —          | —          | —          | Naughty Little Dog                                |
| 1996                                                                                                   | To Belong                                   | —          | —          | —          | —          | —          | —          | —          | —          | —          | —          | Naughty Little Dog                                |
| 1996                                                                                                   | I Wanna Live                                | —          | —          | —          | —          | —          | —          | —          | —          | —          | —          | Naughty Little Dog                                |
| 1996                                                                                                   | Lust for Live                               | —          | —          | —          | —          | —          | 41         | —          | —          | —          | 26         | Nude & Rude: The Best of Iggy Pop                 |
| 1997                                                                                                   | Monster Men                                 | —          | —          | —          | —          | —          | —          | —          | —          | —          | —          | bande son du dessin animé Les Zinzins de l'espace |
| 1999                                                                                                   | Corruption                                  | —          | —          | —          | —          | —          | —          | —          | —          | —          | 100        | Avenue B                                          |
| "—" indique que le single n'entra pas dans les classements musicaux de ces pays ou n'y fut pas publié. |                                             |            |            |            |            |            |            |            |            |            |            |                                                   |

### Singles à partir de 2001
| 2001                                                                                                   | Mask                             | —  | —   | Beat 'Em Up         |
| 2003                                                                                                   | Little Know It All (avec Sum 41) | 35 | —   | Skull Ring          |
| 2003                                                                                                   | Motor Inn (avec Peaches)         | —  | —   | Skull Ring          |
| 2009                                                                                                   | Les feuilles mortes              | —  | —   | Préliminaires       |
| 2016                                                                                                   | Gardenia                         | —  | 136 | Post Pop Depression |
| 2016                                                                                                   | Break Into Your Heart            | —  | —   | Post Pop Depression |
| 2016                                                                                                   | Sunday                           | —  | —   | Post Pop Depression |
| 2019                                                                                                   | Free                             | —  | —   | Free                |
| 2019                                                                                                   | James Bond                       | —  |     | Free                |
| "—" indique que le single n'entra pas dans les classements musicaux de ces pays ou n'y fut pas publié. |                                  |    |     |                     |

## Principales collaborations
| Année         | Artiste(s)                                   | Titre(s)                                                  | Album                                                     | Notes                                    |
| ------------- | -------------------------------------------- | --------------------------------------------------------- | --------------------------------------------------------- | ---------------------------------------- |
| 1977          | David Bowie                                  | "What in the World"                                       | Low (album de David Bowie)                                | —                                        |
| 1984          | —                                            | "Repo Man"                                                | OST du film Repo Man                                      | —                                        |
| 1984          | David Bowie                                  | "Dancing with the Big Boys"                               | Tonight                                                   |                                          |
| 1987          | Ryuichi Sakamoto                             | "Risky"                                                   | Neo Geo                                                   | —                                        |
| 1990          | Album caritatif pour la Red Hot Organization | "Well, Did You Evah!"                                     | Red Hot + Blue                                            | avec Debbie Harry                        |
| 1991          | —                                            | "Why Was I Born? (Freddy's Dead)"                         | OST du film La Fin de Freddy : L'Ultime Cauchemar         | —                                        |
| 1992          | Ofra Haza                                    | "Daw Da Hiya"                                             | Kirya                                                     | —                                        |
| 1992          | White Zombie                                 | "Black Sunshine" & "Soul Crusher"                         | La Sexorcisto : Devil Music Vol. 1                        | Narration                                |
| 1993          | Album hommage                                | "Sookie, Sookie"                                          | Back On the Streets                                       | reprise de Don Covay                     |
| 1993          | —                                            | "In the Death Car", "TV Screen" & "Get the Money"         | OST du film Arizona Dream                                 | —                                        |
| 1993          | Les Rita Mitsouko                            | "My Love Is Bad"                                          | Système D                                                 | —                                        |
| 1994          | —                                            | "C'mon Everybody"                                         | Fast Track to Nowhere                                     | OST de la série Rebel Highway            |
| 1994          | Buckethead                                   | "Buckethead's Toy Store" & "Post Office Buddy"            | Giant Robot                                               | —                                        |
| 1997          | —                                            | "I'll Be Seeing You"                                      | Jazz a Saint Germain                                      | avec Françoise Hardy                     |
| 1997          | David Arnold                                 | "We Have All the Time in the World"                       | Shaken and Stirred                                        | —                                        |
| 1999          | Hashisheen                                   | "The Western Lands" & "A Quick Trip to Alamut"            | The End of the Law                                        | —                                        |
| 1999          | Death in Vegas]                              | "Aisha"                                                   | The Contino Sessions                                      | —                                        |
| 2000          | Death in Vegas                               | "Aisha"                                                   | The Contino Sessions                                      | —                                        |
| 2000          | At the Drive-In                              | "Enfilade" and "Rolodex Propaganda"                       | Relationship of Command                                   | —                                        |
| 2002          | Album de soutien aux West Memphis Three      | "Fix Me"                                                  | Rise Above                                                | reprise d'un titre de Black Flag         |
| 2004          | Peaches                                      | "kick It"                                                 | Fatherfucker                                              | —                                        |
| 2006          | Teddybears                                   | "Punkrocker"                                              | Soft Machine                                              | Publicité pour Cadillac                  |
| 2008          | Jet                                          | "Wild One"                                                | non-album single                                          | —                                        |
| 2008          | Praxis                                       | "Furies"                                                  | Profanation (Preparation for a Coming Darkness)           | —                                        |
| 2008          | Asian Dub Foundation                         | "No Fun"                                                  | Punkara                                                   | —                                        |
| 2008          | Ida Maria                                    | "Oh My God"                                               | Fortress Round My Heart                                   | —                                        |
| 2009          | The Brighton Port Authority                  | "He's Frank (Slight Return)"                              | I Think We're Gonna Need a Bigger Boat                    | reprise d'un titre de The Monochrome Set |
| 2010          | Slash                                        | "We're All Gonna Die"                                     | Slash                                                     | —                                        |
| 2010          | Danger Mouse & Sparklehorse                  | "Pain"                                                    | Dark Night of the Soul                                    | —                                        |
| 2011          | Michel Legrand                               | ""The Little Drummer Boy"                                 | Noel! Noel!! Noel!!!                                      | —                                        |
| 2011          | Lulu Gainsbourg                              | "Initiale B.B."                                           | From Gainsbourg to Lulu                                   |                                          |
| 2012          | Joe Jackson                                  | "It Don't Mean a Thing (If It Ain't Got That Swing)"      | The Duke                                                  | reprise d'une chanson de Duke Ellington  |
| 2012          | Cat Power                                    | "Nothin' But Time"                                        | Sun                                                       | —                                        |
| 2012          | Album hommage                                | "I Can't Explain"                                         | Who Are You An All Star Tribute To The Who                | reprise d'une chanson de The Who         |
| 2012          | Kesha                                        | "Dirty Love"                                              | Warrior (album)                                           | —                                        |
| 2013          | Compilation                                  | "White Christmas"                                         | Psych-Out Christmas                                       | reprise d'une chanson de Bing Crosby     |
| 2014          | Album hommage à Jeffrey Lee Pierce           | "Nobody's City"                                           | Axels & Sockets (The Jeffrey Lee Pierce Sessions Project) | en duo avec Nick Cave                    |
| 2015          | Le Butcherettes                              | "La Uva"                                                  | A Raw Youth                                               | —                                        |
| 2015          | New Order                                    | "Stray Dog"                                               | Music Complete                                            | —                                        |
| 2015          | Tomoyasu Hotei                               | "How the Cookie Crumbles" and "Walking Through the Night" | Strangers                                                 | —                                        |
| Kylie Minogue | "Christmas Wrapping"                         | Kylie Christmas                                           | —                                                         |                                          |
| 2017          | PINS                                         | "Aggrophobe"                                              | Bad Thing                                                 | —                                        |
| 2017          | Songhoy Blues                                | "Sahara"                                                  | Resistance                                                |                                          |
| 2017          | Oneohtrix Point Never                        | "The Pure and the Damned"                                 | —                                                         | OST du film Good Time                    |
| 2017          | —                                            | "Gold"                                                    | —                                                         | OST du film Gold                         |
| 2020          | Cage the Elephant                            | "Broken Boy"                                              | Non-album single                                          | —                                        |